# Moses Isegawa
Moses Isegawa (* 10. August 1963 in Kawempe, Uganda) ist ein ugandischer Schriftsteller, der durch seinen in Niederländisch geschriebenen autobiographischen Debütroman Abessinische Chronik bekannt wurde.

## Leben
Isegawa besuchte ein katholisches Priesterseminar und war danach vier Jahre als Geschichtslehrer tätig. Von 1990 bis 2006 lebte er in Amsterdam. Im Jahr 2006 entschied er sich, wieder nach Uganda zurückzukehren. In seinem Roman Die Schlangengrube thematisiert er die jüngere politische Lage in Uganda.

## Werke
- Abessijnse kronieken. 1998 
  - Abessinische Chronik. Roman. Übersetzung Barbara Heller. Goldmann, München 2000, ISBN 3-442-45117-5.
- Slangenkuil. 1999
  - Die Schlangengrube. Roman, Übersetzung Barbara Heller. Verlag Blessing, München 2002, ISBN 3-89667-160-X.
- Voorbedachte daden. Roman. De Bezige Bij, Amsterdam 2004, ISBN 978-90-234-1650-0.
- Wie niet horen wil. Roman. De Bezige Bij, Amsterdam 2007, ISBN 978-90-234-1934-1.